# Henry Figueroa
Henry Adalberto Fugueroa Alonzo (Balfate, 28 dicembre 1992) è un calciatore honduregno, difensore del Vida.

## Carriera

### Club
Ha sempre giocato nella massima serie del campionato honduregno.

### Nazionale
Ha esordito con la Nazionale honduregna nel 2014.